# Postminimalisme
Le postminimalisme est un terme utilisé dans divers domaines artistiques pour un travail qui est influencé par, ou tente d'aller au-delà l'esthétique du minimalisme. L'expression est utilisée spécifiquement en relation avec la musique et les arts visuels, mais peut se référer à n'importe quel domaine utilisant le minimalisme comme point de référence critique. En musique, le « post-minimalisme » fait référence à la musique qui suit la musique minimaliste. 
Le terme est inventé par Robert Pincus-Witten en 1971. 

## Art visuel
En art visuel, l'art post-minimaliste utilise le minimalisme comme point de référence esthétique ou conceptuel. Le postminimalisme est plus une tendance artistique qu'un mouvement particulier. Les œuvres d'art post-minimalistes sont généralement des objets du quotidien faits de matériaux simples et adoptant parfois une esthétique pure et formaliste. 
On peut citer entre autres les travaux de Richard Serra ou de Eva Hesse comme des œuvres post-minimalistes. 

## Musique
En musique, le post-minimalisme se réfère à des œuvres influencées par la musique minimaliste et il est généralement classé dans la musique savante méta-genre.  

Sont considérés comme compositeurs postminimalistes :
- Thomas Albert [3]
- Beth Anderson[3]
- Louis Andriessen[4]
- David Borden[3]
- Neely Bruce[3]
- Gavin Bryars[4]
- Mary Ellen Childs[3]
- Paul Dresher[3]
- William Duckworth[3],[5]
- Graham Fitkin
- Kyle Gann[3]
- Peter Garland[3]
- Janice Giteck[3]
- Kamran Ince[3]
- Guy Klucevsek[3]
- Jonathan Kramer[3]
- Paul Lansky[3]
- Elodie Lauten[3]
- Mary Jane Leach[3]
- Daniel Lentz[3]
- Peter Machajdík
- John McGuire[3]
- Ingram Marshall[3]
- Beata Moon[3]
- Pauline Oliveros[3]
- Maggi Payne[3]
- Simon Rackham
- Max Richter[6]
- Stephen Scott[3]
- Christine Southworth[7]
- Michael Torke[4]
- Scott Unrein[8]
- Michael Vincent Waller[9]
- Julia Wolfe[5]